# دانيال س. تايلور
دانيال س. تايلور (بالإنجليزية: Daniel C. Taylor)‏ هو باحث أمريكي، ولد في 26 يونيو 1945.